# Cajolá
Cajolá è un comune del Guatemala facente parte del dipartimento di Quetzaltenango.
Secondo quanto riportato tradizionalmente, l'abitato venne fondato da pastori provenienti da Concepción Chiquirichapa, San Juan Ostuncalco e Huitán che già vi recavano il bestiame al pascolo e decisero di insediarsi sul posto.